# Opercularella belgicae
Opercularella belgicae är en nässeldjursart som först beskrevs av Gustav Hartlaub 1904.  Opercularella belgicae ingår i släktet Opercularella och familjen Campanulinidae.
Artens utbredningsområde är Södra Ishavet. Inga underarter finns listade i Catalogue of Life.